# Czyżewo, Tỉnh West Pomeranian
Czyżewo [t͡ʂɨˈʐɛvɔ] (tiếng Đức: Pfingstberg) là một khu định cư ở quận hành chính của Gmina Polanów, thuộc quận Koszalin, West Pomeranian Voivodeship, ở phía tây bắc Ba Lan.
Trước năm 1945, khu vực này là một phần của Đức. Đối với lịch sử của khu vực, xem Lịch sử của Pomerania.